# Kurixalus appendiculatus
Espèce
Synonymes
- Polypedates appendiculatus Günther, 1858
- Rhacophorus appendiculatus (Günther, 1858)
- Rhacophorus phyllopygus Werner, 1900
- Rhacophorus chaseni Smith, 1924

Statut de conservation UICN

 LC  : Préoccupation mineure
Kurixalus appendiculatus est une espèce d'amphibiens de la famille des Rhacophoridae.

## Répartition
Cette espèce se rencontre :
- en Inde dans l'État d'Arunachal Pradesh ;
- au Cambodge ;
- au Viêt Nam ;
- en Thaïlande péninsulaire ;
- en Indonésie dans le Kalimantan et Sumatra ;
- en Malaisie orientale et péninsulaire ;

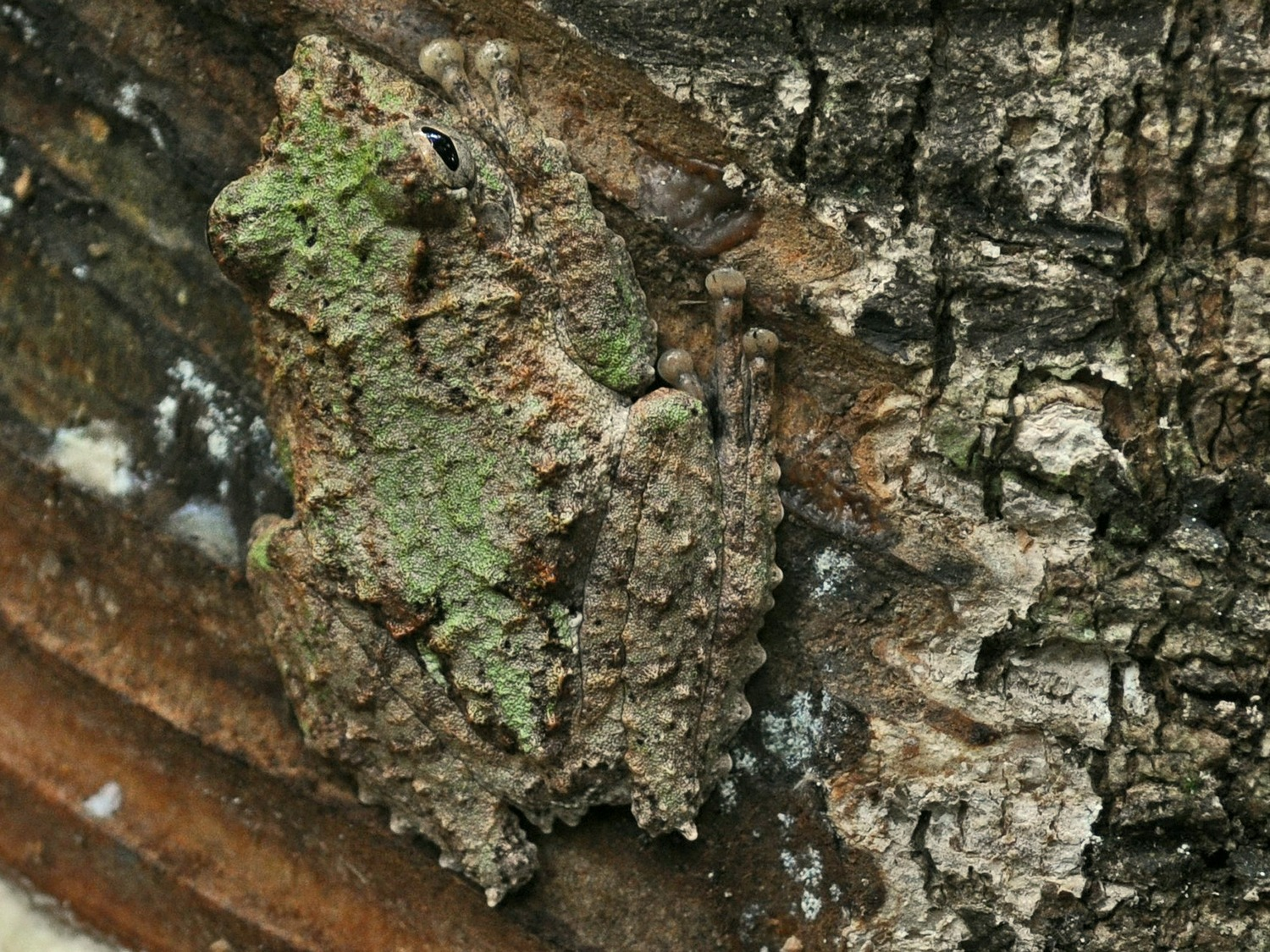
Kalimantan occidental, Indonésie

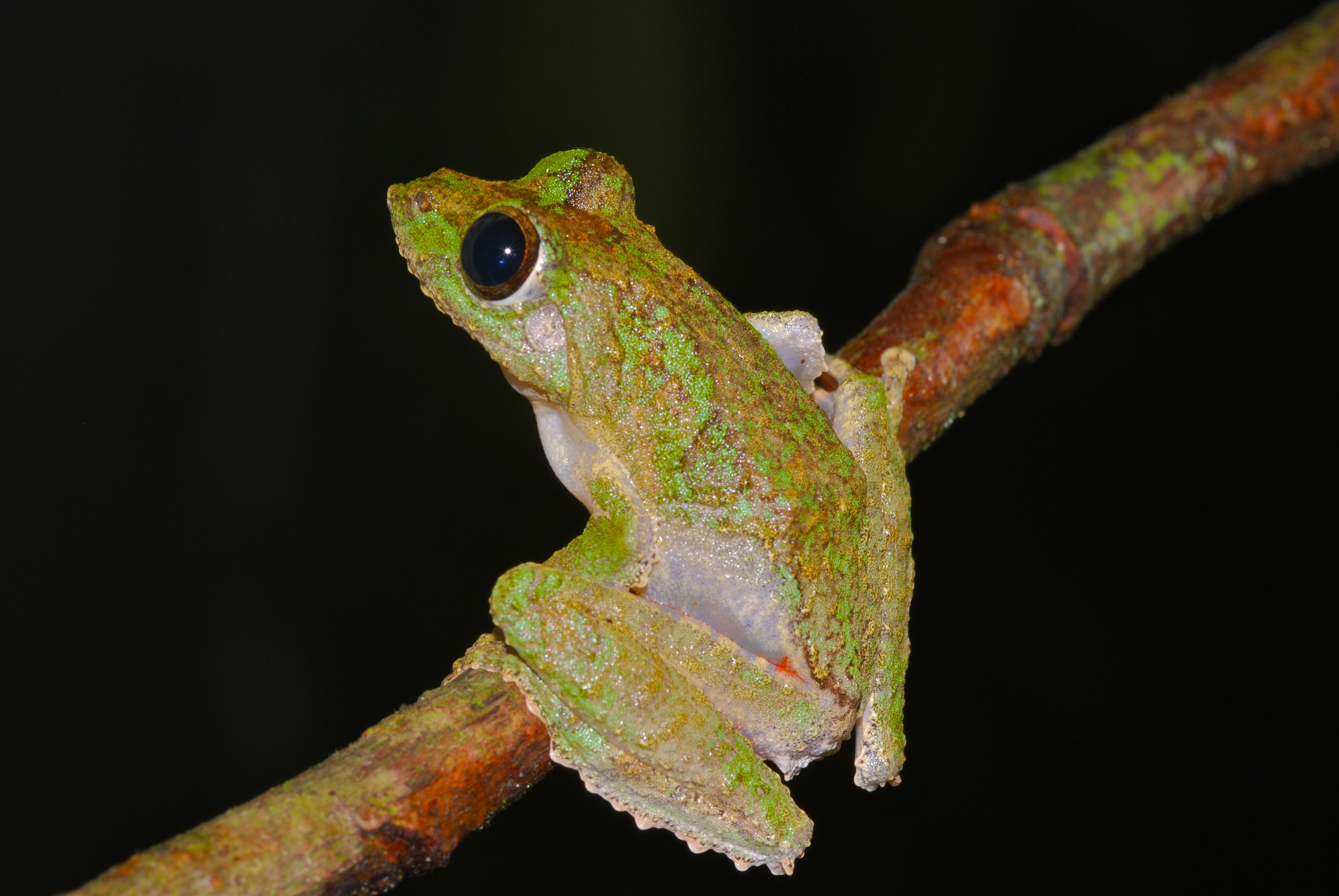
Sabah, Malaisie

- au Brunei ;
- aux Philippines.

## Publications originales
- Günther, 1858 : Catalogue of the Batrachia Salientia in the collection of the British Museum (texte intégral).
- Günther, 1858 : Neue Batrachier in der Sammlung des Britischen Museums. Archiv für Naturgeschichte, vol. 24, no 1, p. 319-328 (texte intégral).
- Werner, 1900 : Reptilien und Batrachier aus Sumatra. Zoologische Jahrbücher. Abteilung für Systematik, Geographie und Biologie der Tiere. Jena, vol. 13, p. 479-508 (texte intégral).
- Smith, 1924 : New tree-frogs from Indo-China and the Malay Peninsula. Proceedings of the Zoological Society of London, vol. 1924, p. 225-234.